# Contraband (Velvet Revolver)
Contraband è il primo album dei Velvet Revolver, pubblicato nel 2004.
Il disco ha debuttato immediatamente alla posizione numero 1 nella Billboard e ha riscosso molto successo soprattutto da parte della critica.

## Tracce
1. Sucker Train Blues – 4:27
2. Do It for the Kids – 3:55
3. Big Machine – 4:25
4. Illegal I Song – 4:17
5. Spectacle – 3:41
6. Fall to Pieces – 4:30
7. Headspace – 3:42
8. Superhuman – 4:15
9. Set Me Free – 4:07
10. You Got No Right – 5:33
11. Slither – 4:08
12. Dirty Little Thing – 3:57
13. Loving the Alien – 5:48
14. Bodies (Live, Sex Pistols cover, bonus track) – 3:19

## Singoli
- Set Me Free, dicembre 2003
- Slither, maggio 2004
- Fall to Pieces, agosto 2004
- Dirty Little Thing, novembre 2004

## Posizioni nelle classifiche
Album - Billboard (Nord America)
| Anno | Classifica          | Posizione |
| ---- | ------------------- | --------- |
| 2004 | The Billboard 200   | 1         |
| 2004 | Top Canadian Albums | 1         |
| 2004 | Top Internet Albums | 1         |

Singoli - Billboard (Nord America)
| Anno | Singolo              | Classifica             | Posizione |
| ---- | -------------------- | ---------------------- | --------- |
| 2004 | "Slither"            | Mainstream Rock Tracks | 1         |
| 2004 | "Slither"            | Modern Rock Tracks     | 1         |
| 2004 | "Slither"            | The Billboard Hot 100  | 56        |
| 2004 | "Fall to Pieces"     | Mainstream Rock Tracks | 1         |
| 2004 | "Fall to Pieces"     | Modern Rock Tracks     | 2         |
| 2004 | "Fall to Pieces"     | The Billboard Hot 100  | 67        |
| 2004 | "Dirty Little Thing" | Mainstream Rock Tracks | 8         |
| 2005 | "Dirty Little Thing" | Modern Rock Tracks     | 18        |
| 2005 | "Fall to Pieces"     | Adult Top 40           | 25        |

## Formazione
- Scott Weiland - voce
- Slash - chitarra solista
- Dave Kushner - chitarra ritmica
- Duff McKagan - basso, cori
- Matt Sorum - batteria, cori

### Altri musicisti
- Douglas Grean - tastiere